# NGC 5117
NGC 5117 (również PGC 46746) – galaktyka spiralna z poprzeczką (SBc), znajdująca się w gwiazdozbiorze Psów Gończych. Odkrył ją John Herschel 30 marca 1827 roku.